# Ванци (Верона)
Ванци је насеље у Италији у округу Верона, региону Венето.
Према процени из 2011. у насељу је живело 53 становника. Насеље се налази на надморској висини од 443 м.